# Observación de Bonilla

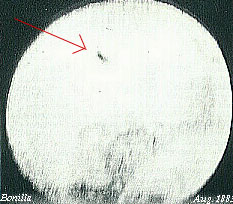
Imagen fotografiada en 1883 por Bonilla del supuesto objeto cruzando el Sol.

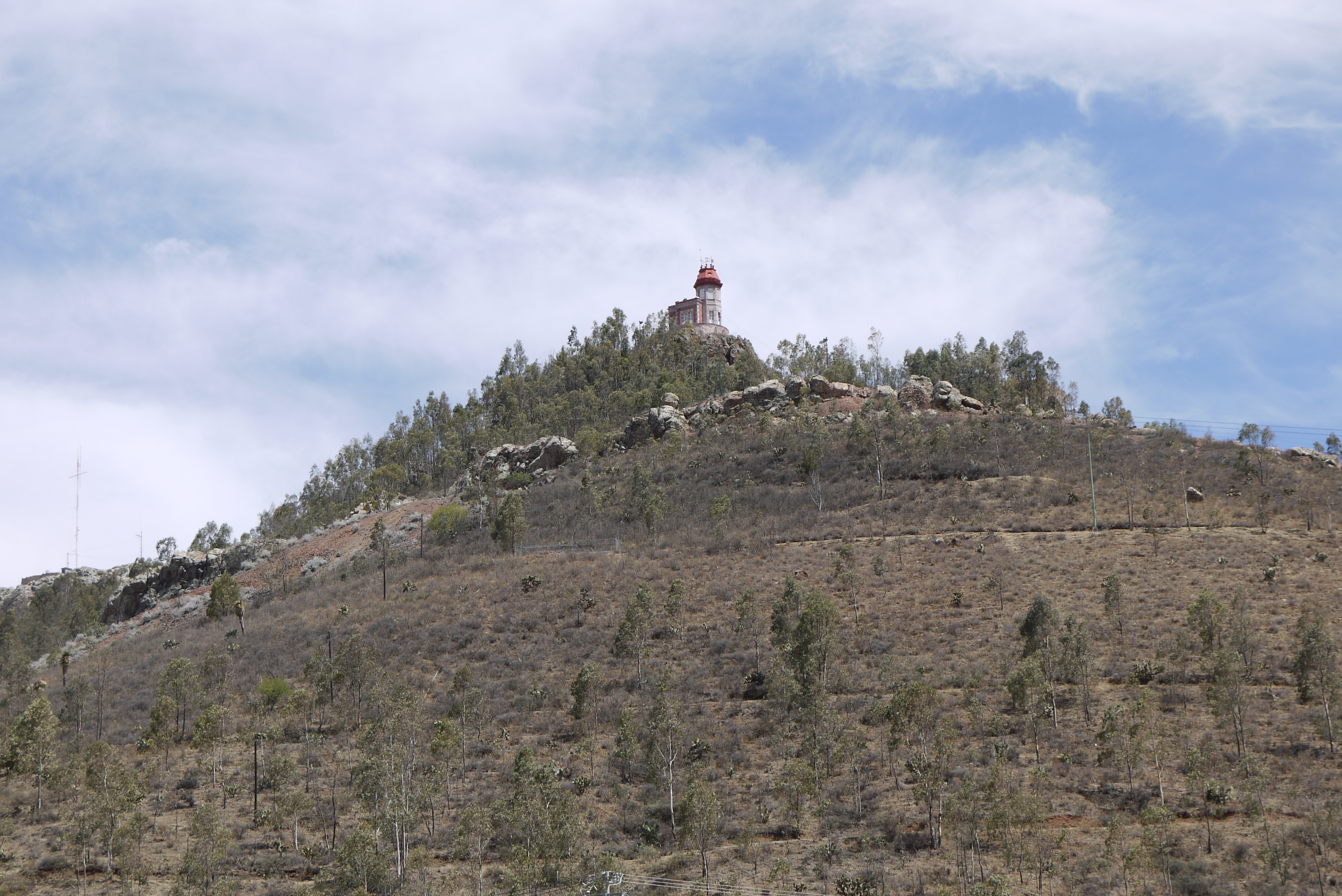
Observatorio Meteorológico de Zacatecas en la cima del Cerro de la Bufa.

El 12 de agosto de 1883, el astrónomo e ingeniero José Árbol y Bonilla (5 de febrero de 1853—13 de mayo de 1920) informó del avistamiento de más de 300 objetos oscuros y no identificados cruzando ante el Sol mientras observaba la actividad de las manchas solares desde el Observatorio Meteorológico de Zacatecas, ubicado en el Cerro de la Bufa de dicha ciudad mexicana y del cual era director. Pudo tomar varias fotografías, exponiendo placas húmedas a 1/100 de segundo. Dichas representaciones fueron las primeras fotos de un supuesto objeto volador no identificado.
Años después, se sugirió que aquellos objetos observados eran gansos de alto vuelo, mientras que los teóricos e intérpretes del movimiento ufológico entendieron que pudieron ser naves extraterrestres.
En 2011, investigadores de la Universidad Nacional Autónoma de México (UNAM) sugirieron que los objetos no identificados pueden haber sido fragmentos de un cometa de mil millones de toneladas que pasó a unos pocos cientos de kilómetros de la Tierra y que hubieran tenido energía suficiente para destruir a toda la civilización humana.
Bonilla es, por su parte, considerado hasta la actualidad como un científico confiable y un reputado astrónomo: asistió becado al Instituto de Ciencias de Zacatecas de donde se graduó como topógrafo, ingeniero en minería e ingeniero civil; recibió en 1875 una condecoración y medalla que le fue entregada por el presidente Sebastián Lerdo de Tejada por haber cursado en un solo año las materias que correspondían a tres años, tras lo que estudió en países como Estados Unidos, Canadá, Reino Unido, Francia y Bélgica. En 1878 fundó el Observatorio Meteorológico-Astronómico de Zacatecas y se convirtió en su primer director e investigador principal.